# 諾德蘭鎮區 (明尼蘇達州萊昂縣)
諾德蘭鎮區（英語：Nordland Township）是位於美國明尼蘇達州萊昂縣的一個行政鎮區。

## 歷史
諾德蘭鎮區於1873年設立，得名自大部份定居者的故鄉，挪威诺尔兰郡。

## 地方資料
諾德蘭鎮區的面積為91.08平方千米，皆為陸地。根據2020年美國人口普查的數據，當地共有人口185人，而人口密度為每平方千米2.03人。